# Даре
Дарѐ (на италиански: Darè, на местен диалект: Daré, Даре) е село в Северна Италия, община Порте ди Рендена, автономна провинция Тренто, автономен регион Трентино-Южен Тирол. Разположено е на 600 m надморска височина. Населението на общината е 259 души (към 2015 г.).